# Bisley, Gloucestershire
Bisley är en by i civil parish Bisley-with-Lypiatt, i distriktet Stroud, i grevskapet Gloucestershire, England. Byn är belägen 14 km från Gloucester. Orten har 1 027 invånare (2018). Bisley var en civil parish fram till 1894 när blev den en del av Bisley with Lypiatt och Chalford. Civil parish hade 5 171 invånare år 1891. Byn nämndes i Domedagsboken (Domesday Book) år 1086, och kallades då Biselege.